# Orchidee des Jahres
Die Orchidee des Jahres wird seit dem Jahr 1989 jährlich durch die deutschen Arbeitskreise Heimische Orchideen (AHO) aus der deutschen Orchideenwelt gekürt.
Die Auswahl der Orchidee des Jahres erfolgt nach der Gefährdung der Art oder ihres Lebensraumes durch den Menschen.

## Orchideen des Jahres
| Jahr | deutscher Name                  | wissenschaftlicher Name                 | Abbildung                        |
| ---- | ------------------------------- | --------------------------------------- | -------------------------------- |
| 1989 | Breitblättriges Knabenkraut (1) | Dactylorhiza majalis                    | 1989 Breitblättriges Knabenkraut |
| 1990 | Pyramiden-Hundswurz             | Anacamptis pyramidalis                  | 1990 Pyramiden-Hundswurz         |
| 1991 | Kleines Knabenkraut             | Orchis morio                            | 1991 Kleines Knabenkraut         |
| 1992 | Großes Zweiblatt                | Listera ovata                           | 1992 Großes Zweiblatt            |
| 1993 | Helm-Knabenkraut                | Orchis militaris                        | 1993 Helm-Knabenkraut            |
| 1994 | Sumpf-Glanzkraut                | Liparis loeselii                        | 1994 Sumpf-Glanzkraut            |
| 1995 | Bienen-Ragwurz                  | Ophrys apifera                          | 1995 Bienen-Ragwurz              |
| 1996 | Gelber Frauenschuh (1)          | Cypripedium calceolus                   | 1996 Gelber Frauenschuh          |
| 1997 | Wanzen-Knabenkraut              | Orchis coriophora                       | 1997 Wanzen-Knabenkraut          |
| 1998 | Echte Sumpfwurz                 | Epipactis palustris                     | 1998 Echte Sumpfwurz             |
| 1999 | Bocks-Riemenzunge               | Himantoglossum hircinum                 | 1999 Bocks-Riemenzunge           |
| 2000 | Rotes Waldvöglein               | Cephalanthera rubra                     | 2000 Rotes Waldvöglein           |
| 2001 | Herbst-Drehwurz                 | Spiranthes spiralis                     | 2001 Herbst-Drehwurz             |
| 2002 | Vogel-Nestwurz                  | Neottia nidus-avis                      | 2002 Vogel-Nestwurz              |
| 2003 | Fliegen-Ragwurz                 | Ophrys insectifera                      | 2003 Fliegen-Ragwurz             |
| 2004 | Grüne Hohlzunge                 | Coeloglossum viride                     | 2004 Grüne Hohlzunge             |
| 2005 | Brand-Knabenkraut               | Orchis ustulata                         | 2005 Brand-Knabenkraut           |
| 2006 | Breitblättrige Stendelwurz      | Epipactis helleborine                   | 2006 Breitblättrige Stendelwurz  |
| 2007 | Gewöhnliches Kohlröschen        | Nigritella nigra subsp. rhellicani      | 2007 Gewöhnliches Kohlröschen    |
| 2008 | Übersehenes Knabenkraut         | Dactylorhiza praetermissa               | 2008 Übersehenes Knabenkraut     |
| 2009 | Männliches Knabenkraut          | Orchis mascula                          | 2009 Männliches Knabenkraut      |
| 2010 | Gelber Frauenschuh (2)          | Cypripedium calceolus                   | 2010 Gelber Frauenschuh          |
| 2011 | Zweiblättrige Waldhyazinthe     | Platanthera bifolia                     | 2011 Zweiblättrige Waldhyazinthe |
| 2012 | Bleiches Knabenkraut            | Orchis pallens                          | 2012 Bleiches Knabenkraut        |
| 2013 | Purpur-Knabenkraut              | Orchis purpurea                         | 2013 Purpur-Knabenkraut          |
| 2014 | Blattloser Widerbart            | Epipogium aphyllum                      | 2014 Blattloser Widerbart        |
| 2015 | Fleischfarbenes Knabenkraut     | Dactylorhiza incarnata                  | 2015 Fleischfarbenes Knabenkraut |
| 2016 | Sommer-Drehwurz                 | Spiranthes aestivalis                   | 2016 Sommer-Drehwurz             |
| 2017 | Weißes Waldvöglein              | Cephalanthera damasonium                | 2017 Weißes Waldvöglein          |
| 2018 | Torfmoos-Knabenkraut            | Dactylorhiza majalis subsp. sphagnicola | 2018 Torfmoos-Knabenkraut        |
| 2019 | Dreizähniges Knabenkraut        | Neotinea tridentata                     | 2019 Dreizähniges Knabenkraut    |
| 2020 | Breitblättriges Knabenkraut (2) | Dactylorhiza majalis                    | 2020 Breitblättriges Knabenkraut |
| 2021 | Kriechendes Netzblatt           | Goodyera repens                         | 2021 Kriechendes Netzblatt       |
| 2022 | Braunrote Stendelwurz           | Epipactis atrorubens                    | 2022 Braunrote Stendelwurz       |
| 2023 | Kleines Zweiblatt               | Listera cordata                         | 2023 Kleines Zweiblatt           |
| 2024 | Mücken-Händelwurz               | Gymnadenia conopsea                     | 2024 Mücken-Händelwurz           |
| 2025 | Grünliche Waldhyazinthe         | Platanthera chlorantha                  | 2025 Grünliche Waldhyazinthe     |